# Wu Chih-chung
Dans ce nom chinois, le nom de famille, Wu, précède le nom personnel Chih-chung.
Wu Chih-chung (chinois traditionnel : 吳志中 ; pinyin : Wú Zhìzhōng), aussi connu sous son prénom occidental François Wu, est un politologue taïwanais.
Il occupe notamment le poste de vice-ministre des Affaires étrangères de Taïwan, de 2016 à 2018 puis à partir de 2024, ainsi que celui de représentant du bureau de représentation de Taipei en France de 2018 à 2024.

## Biographie

### Formation
Wu Chih-chung, né à Taipei, fait des études à Paris de 1989 à 1998, et il obtient son DEA de relations internationales, politique et diplomatie, et un doctorat en sciences politiques à l'université Paris I. De retour à Taïwan, il travaille comme professeur de sciences politiques à l’université Soochow à Taipei
Ses spécialités sont la géopolitique, l’histoire de la diplomatie, la politique étrangère de l’UE, l’actualité mondiale de l’après-guerre, le gouvernement français et la politique française.

### Carrière professionnelle
En tant que professeur à l'université Soochow, Wu Chih-chung enseigne la géopolitique, la diplomatie, et la politique étrangère de Taïwan. Il donne certains cours en français destinés aux élèves francophones de l'université.
Il est chercheur invité à l'université Harvard à Boston et professeur invité à l'Institut d'études politiques de Lyon. Il est également souvent invité dans des émissions de télévision taïwanaises pour parler des questions concernant l'Europe.
Grâce à son expérience et ses spécialités en affaires européennes et relations internationales, il est recruté par plusieurs institutions publiques ou privées en tant que conseiller, par exemple par les municipalités de Taipei et de Taichung, et par le ministère des Affaires étrangères ou le ministère de l’Éducation entre autres.
En tant que président (puis président d'honneur) de l’Alliance française de Taïwan, il fait la promotion des échanges entre Taïwan et la France. En 2014, il est nommé chevalier de l’ordre national du Mérite par le gouvernement français.
Wu Chih-chung est nommé vice-ministre des Affaires étrangères de Taïwan le 20 mai 2016.
Le 16 juillet 2018, il devient représentant de Taïwan en France, au Bureau de représentation de Taipei en France.
À l'occasion de l'investiture du président Lai Ching-te le 20 mai 2024, il est nommé vice-ministre des Affaires étrangères ; sa nomination prend effet après les Jeux olympiques de Paris à sa demande. Hao Pei-chih est désignée pour lui succéder,.

## Décoration
- Chevalier de l'ordre national du Mérite (2014)